# Martin Drtina
Martin Drtina (* 23. června 1982, Hradec Králové) je český novinář, bývalý mluvčí Českého telekomunikačního úřadu (2013–2020).

## Život
Profesní kariéru začínal ve východočeském soukromém Rádiu OK (1997–2000), od roku 2001 začal při studiu žurnalistiky v Praze (Mgr.) pracovat v Českém rozhlase, kde působil jako redaktor zpravodajské směny, zahraniční a později i domácí redakce, moderoval hlavní zpravodajské relace Ozvěny dne na Radiožurnálu, a později zde vedl tým zprávařů.
V září 2013 z rozhlasu odešel na pozici vedoucího tiskového oddělení a tiskového mluvčího Českého telekomunikačního úřadu.
Po změně vedení ČTÚ (odchodu předsedy Rady Jaromíra Nováka) začátkem roku 2020 přestoupil do vydavatelství Economia, a.s., kde byl do srpna 2022 šéfredaktorem měsíčníku Právní rádce. Od září 2022 je redaktorem technologického serveru Lupa.cz.
Má dcery Zuzanu (narozena 2012) a Kláru (narozena 2015).